# Andromeda IX
Andromeda IX ist eine spheroidale Zwerggalaxie (dSph) im Sternbild der Andromeda. Sie ist eine Satellitengalaxie von M31 und wurde im Jahr 2004 von der Forschergruppe Zucker et al. auf Aufnahmen der Durchmusterung des Sloan Digital Sky Survey entdeckt. Sie gehört zur Lokalen Gruppe und hierin zur Andromeda-Untergruppe. Zum Zeitpunkt ihrer Entdeckung war es die Galaxie mit der geringsten Oberflächenhelligkeit µV = 26,8 mag/arcsec2 und der kleinsten absoluten Helligkeit überhaupt.
Andromeda IX wurde entdeckt auf einer Abtastung entlang der Hauptachse des Andromedanebels (M31), die bereits im Oktober 2002 durchgeführt wurde. Die Entfernung wird in einer Abschätzung nach McConnachie et al.aus dem Jahr 2005 gleichgesetzt mit der ihrer Muttergalaxie.

## Weiteres
- Liste der Satellitengalaxien von Andromeda
- Andromedagalaxie
- Lokale Gruppe